# Fabricio Coloccini
Fabricio Coloccini, né le 22 janvier 1982 à Córdoba en Argentine, est un ancien footballeur international argentin. Il évoluait au poste de défenseur central, arrière latéral voire parfois milieu défensif.
Coloccini a joué dans de nombreux clubs mais c'est depuis son passage réussi au Deportivo La Corogne qu'il est considéré comme étant un défenseur de classe internationale. Après avoir commencé sa carrière à Boca Juniors dans son pays natal : l'Argentine, Coloccini a attiré l'attention du grand club italien de l'AC Milan. Ne parvenant pas à gagner une place de titulaire, il a connu quatre prêts ensuite.
Fabricio est considéré comme un joueur physique. Il est grand, possède un très bon jeu de tête, une grosse frappe de balle, une bonne technique et est connu comme étant un défenseur rugueux, puissant et déterminé.
« Colo » possède la nationalité italienne grâce à ses origines.

## Biographie

### Débuts
Né à Córdoba, Coloccini commence sa carrière dans l'équipe des jeunes d'Argentinos Juniors, mais fait ses débuts professionnels en 1998 avec le prestigieux club argentin de Boca Juniors où il marque un but en deux matchs.

### Milan AC
En 1999, après avoir réalisé une première saison professionnelle plutôt intéressante et prometteuse, Fabricio Coloccini signe en faveur de l'AC Milan. Coloccini est au centre d'une polémique entre son club formateur et le club italien car Boca Juniors refuse que Fabricio rejoigne l'Italie à cause de son âge (17 ans). Face à cela, le club italien décide de négocier le transfert du jeune « Colo » directement avec le père de ce dernier, également ancien footballeur, qui a exercé ses droits parentaux pour faire signer le mineur argentin. À la suite de cela, la FIFA a ordonné à l'AC Milan de verser une indemnité de transfert au CABJ.

### Quatre prêts
Après son transfert à l'AC Milan, le jeune Fabricio ne joue seulement qu'un match durant la saison 1999-2000. Le club italien décide donc de le prêter à San Lorenzo, où il aide l'équipe à remporter le tournoi de Clausura.
De 2001 à 2004, Coloccini est prêté consécutivement dans trois clubs de Liga où il trouve à chaque fois une place de titulaire indiscutable mais n'est jamais conservé car l'AC Milan ne veut pas lâcher définitivement un aussi grand espoir malgré le fait de ne pas le faire jouer.
Durant la saison 2001-2002, il est prêté au Deportivo Alavés où il joue 33 matchs et marque 6 buts.
Ensuite arrive la saison 2002-2003, « Colo » est prêté à l'Atlético Madrid où il joue la quasi-totalité des matchs.
La saison 2003-2004 se joue une fois de plus en Liga pour Coloccini, où il est prêté au Villareal CF et où il joue presque tous les matchs en inscrivant un but.

### Signature au Deportivo La Corogne
Durant l'été 2004, de retour de prêt, Coloccini rompt son contrat qui le lie à l'AC Milan, avec l'accord du club italien. La saison 2004-2005 commence pour lui sans club jusqu'en janvier 2005, date où il signe pour un contrat de six ans en faveur du Deportivo La Corogne. Il inscrit son premier but pour le club le 13 mars 2005, lors d'une rencontre de championnat face à l'Albacete Balompié. Titulaire ce jour-là, il donne la victoire à son équipe en marquant le seul but de la partie. Durant trois ans, Fabricio Coloccini devient l'un des cadres et un titulaire indiscutable de l'équipe. Il gagne durant la saison 2007-2008 la Coupe Intertoto.

### Newcastle United, l'aventure anglaise

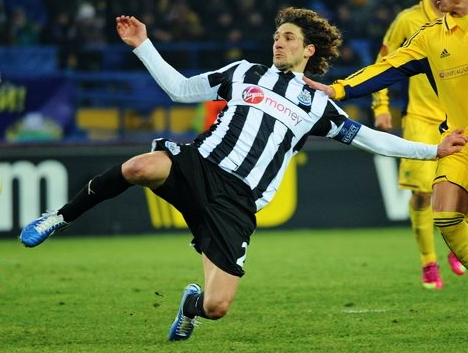
Coloccini sous les couleurs de Newcastle en 2013.

Fabricio Coloccini rejoint Newcastle United en août 2008 en signant un contrat de cinq ans pour un montant de 10,3 millions de dollars (soit 7,95 millions d'euros).
Deux jours plus tard, il fait ses débuts contre le vainqueur de la Ligue des champions, Manchester United, en jouant les 90 minutes.
Depuis ses débuts, Coloccini est devenu l'un des cadres les plus constants de l'équipe de Newcastle United et forme avec son coéquipier Sébastien Bassong, nouveau venu également, une des plus solides charnières de Premier League. Malgré cela, il est critiqué pour sa performance lors de la défaite du club le 28 décembre face à Liverpool FC alors leader du championnat.
En dépit de ses erreurs dans le jeu, l'entraîneur Joe Kinnear exprime son soutien à Coloccini, indiquant croire en son joueur argentin pour rebondir malgré ses mauvaises performances. Le 1er février, Coloccini est remplacé lors du match contre Sunderland à la 93e minute. Jusqu'à cet instant, Coloccini est apparu dans chaque minute de chaque match durant la saison 2008-09. Il ne peut jouer le match nul 1-1 contre Stoke City, mais joue lors de la défaite 1-0 face à Aston Villa, défaite qui relègue le club de Newcastle United. Malgré la relégation, Coloccini reste.
Il est alors le pilier de la défense durant toute la saison, et joue en partenariat avec de grandes révélations et de grands joueurs tels que Steven Taylor, Mike Williamson, Fitz Hall et Tamás Kádár. Il s'agit de la meilleure défense du Championship 2009-2010. Il marque deux buts pour Newcastle durant cette saison, deux têtes : une contre Cardiff City et l'autre contre Watford. Le club est finalement champion et promu en Premier League, et Fabricio Coloccini se voit décerner une place dans l'équipe-type du championnat de l'année.
Le 8 juillet 2011, Coloccini est nommé capitaine de Newcastle United.

### San Lorenzo
En juillet 2016, après huit ans passés à Newcastle, Fabricio Coloccini retourne en Argentine, à San Lorenzo.

### En équipe nationale
Coloccini a fait partie de l'équipe d'Argentine des moins de 20 ans qui a remporté le Championnat du monde juniors de la FIFA, en 2001, ainsi que la médaille d'or avec l'équipe d'Argentine olympique aux JO 2004.
Avec l'Argentine, il fait ses débuts en 2003 où il marque un but lors d'un match amical contre le Cameroun et il participe à la Coupe des confédérations 2005.
En 2006, il fait partie des 23 joueurs argentins sélectionnés pour la Coupe du monde 2006. Il dispute deux matchs, en tant que remplaçant contre Pays-Bas (0-0) et contre l'Allemagne (1-1 ap), match perdu par les Argentins en quarts de finale (2-4) aux tirs au but.
Il est très souvent utilisé par l'Argentine pour les qualifications de la Coupe du monde 2010. Fabricio fait partie de la liste des 30 joueurs pré-sélectionnés mais est l'un des 7 joueurs écarté par Diego Maradona.

## Statistiques détaillées par saison
|                 |                      |                | Championnat | Championnat | Coupes d’Europe | Coupes d’Europe | Coupes d’Europe |
| Saison          | Club                 | Pays           | Matchs      | Buts        | Type            | Matchs          | Buts            |
| --------------- | -------------------- | -------------- | ----------- | ----------- | --------------- | --------------- | --------------- |
| 1998-1999       | Boca Juniors         | Argentine      | 2           | 1           | -               | -               | -               |
| 1999-2000       | Milan AC             | Italie         | 0           | 0           | -               | -               | -               |
| 2000-2001       | →San Lorenzo         | Argentine      | 19          | 3           | -               | -               | -               |
| 2001-2002       | →Deportivo Alaves    | Espagne        | 33          | 6           | -               | -               | -               |
| 2002-2003       | →Atlético Madrid     | Espagne        | 27          | 0           | -               | -               | -               |
| 2003-2004       | →Villarreal CF       | Espagne        | 32          | 1           | C3              | 11              | 0               |
| 2004-2005(janv) | Milan AC             | Italie         | 1           | 0           | C3              | 1               | 0               |
| 2005(janv)-2005 | Deportivo La Corogne | Espagne        | 15          | 1           | -               | -               | -               |
| 2005-2006       | Deportivo La Corogne | Espagne        | 26          | 0           | -               | -               | -               |
| 2006-2007       | Deportivo La Corogne | Espagne        | 26          | 0           | -               | -               | -               |
| 2007-2008       | Deportivo La Corogne | Espagne        | 38          | 4           | -               | -               | -               |
| 2008-2009       | Newcastle United     | Angleterre     | 34          | 0           | -               | -               | -               |
| 2009-2010       | Newcastle United     | Angleterre     | 37          | 2           | -               | -               | -               |
| 2010-2011       | Newcastle United     | Angleterre     | 20          | 2           | -               | -               | -               |
|                 |                      | Total carrière | 299         | 18          |                 | 12              | 0               |

## Palmarès

### En club
| - Boca Juniors - Championnat d'Argentine - Vainqueur (2) : 1998 (0), 1999 (C) |  | - San Lorenzo - Championnat d'Argentine - Vainqueur : 2001 (C) |  | - La Corogne - Coupe Intertoto - Vainqueur : 2008 |

| - Newcastle United - Championship - Vainqueur : 2010 |

### En sélection
| - Argentine - Coupe du monde des -20 ans - Vainqueur : 2001 - Jeux Olympiques - Vainqueur : 2004 - Coupe des confédérations - Finaliste : 2005 |

### Distinctions personnelles
- Membre de l'équipe type de la Premier League en 2012
- Meilleur défenseur du Championship 2010 (il fait partie du "PFA Team of the Year")